# Вісбю
Вісбю (швед. Visby) — найбільше місто і адміністративний центр Готланду. Розташоване на березі острова Готланд в Балтійському морі. Одне із найкраще збережених середньовічних міст Північної Європи.

## Історія

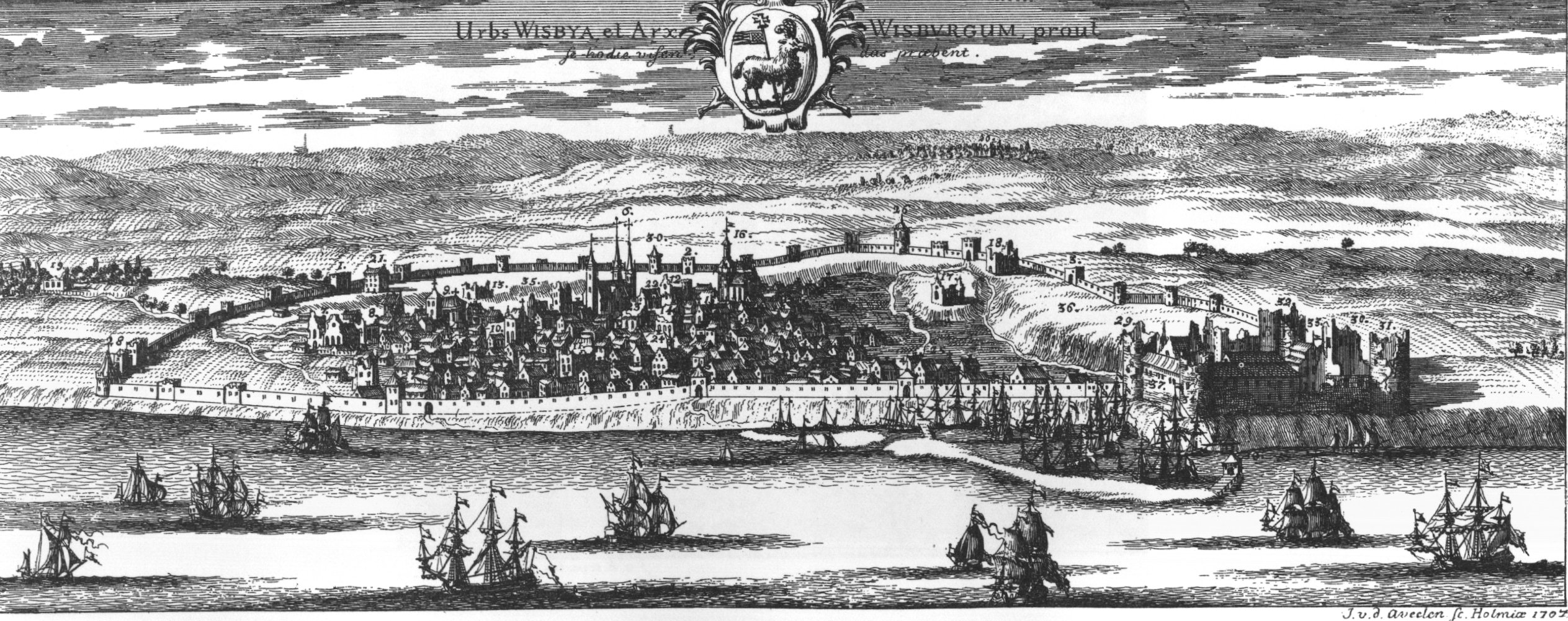
Вісбю у 1700-х

Вісбю відоме ще з Х століття як центр торгівлі і ремесел.
У ХІІ столітті було збудовано собор Святої Марії, який зберігся і до сьогодні. З 1282 по 1470 місто було складовою Ганзи, а до піднесення Любека — найважливішим центром ганзейських торгових операцій.
У 1361 році було завойоване військами данського короля Вальдемара IV Аттердага. Потім був неодноразово розорене піратами і німцями. За умовами Бремсебруського миру, котрий завершив у 1645 році Дансько-шведську війну, місто знову стало належати Швеції.
У 1808 році на два місяці Вісбю окупували російські війська.

## Пам'ятки
В місті збереглися середньовічні церкви. Не має аналогів в Північній Європі за ступенем збереженості міська стіна (швед. Ringmuren) довжиною 3,4 км з 44 вежами XII—XIV століть.
На початку XX століття були випадково виявлені масові поховання воїнів (1186 осіб у трьох братських могилах), полеглих у битві між шведами і данцями, що сталася біля Вісбю 27 липня 1361 року. Матеріали наступних багаторічних археологічних досліджень, а також реконструкції унікальних комплексів захисних обладунків середини XIV століття були видані у двох томах у 1939—1940 роках, та стали класичним посібником з середньовічної військової археології і згодом перевиданих.
Кафедральний собор Вісбю є романською базилікою з апсидою, трансептом та західною вежею. Його будівництво почалося в XII столітті і було завершене 1225 року.
У 1995 році «Ганзейське місто Вісбю» (Hansestaden Visby) отримало статус пам'ятки ЮНЕСКО, через те, що «його укріплення XIII ст. і більш ніж 200 складів і житлових будинків багатих торговців того ж періоду роблять Вісбю найбільш збереженим укріпленим торговим містом в Північній Європі».

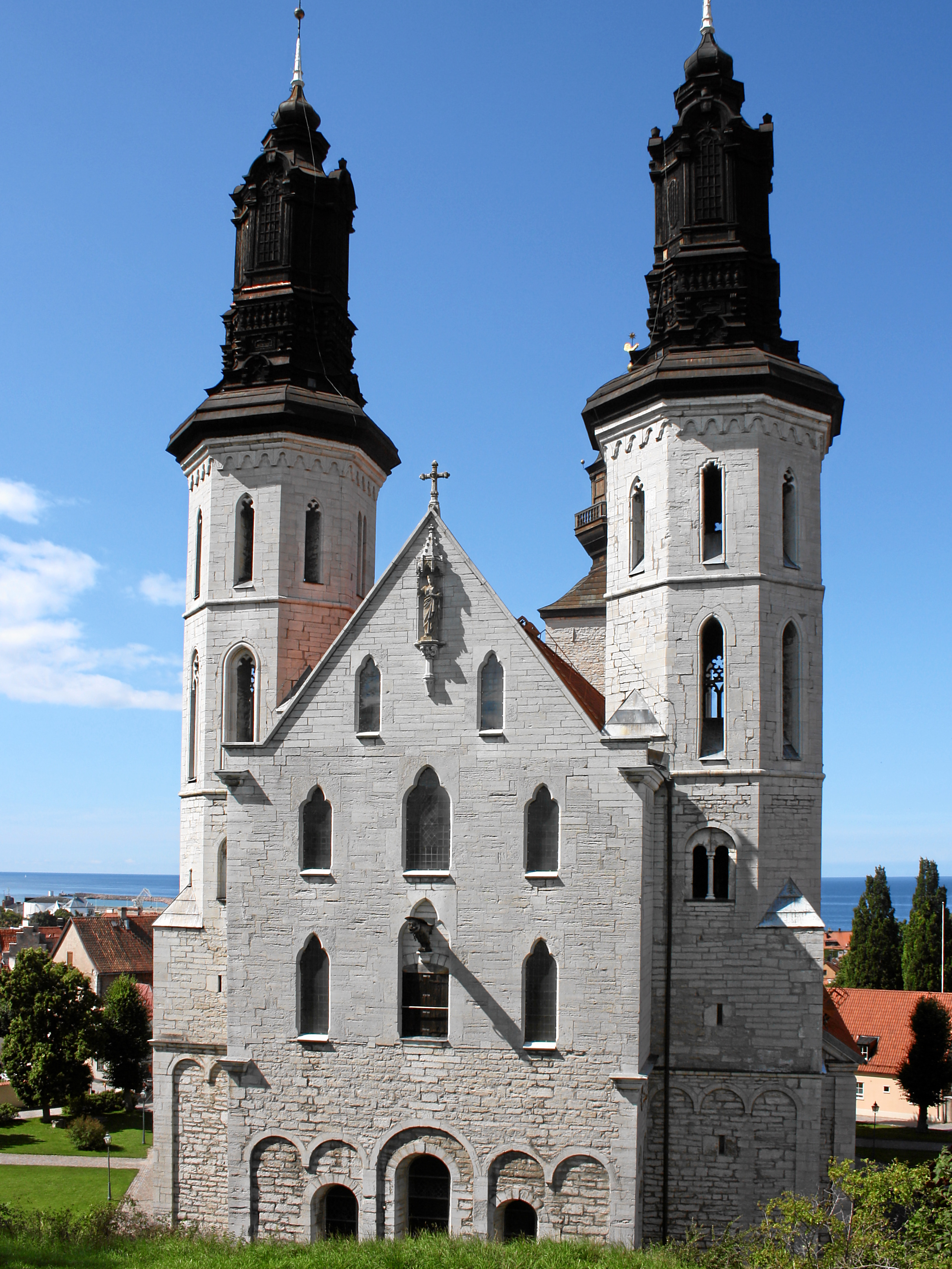
Міський собор
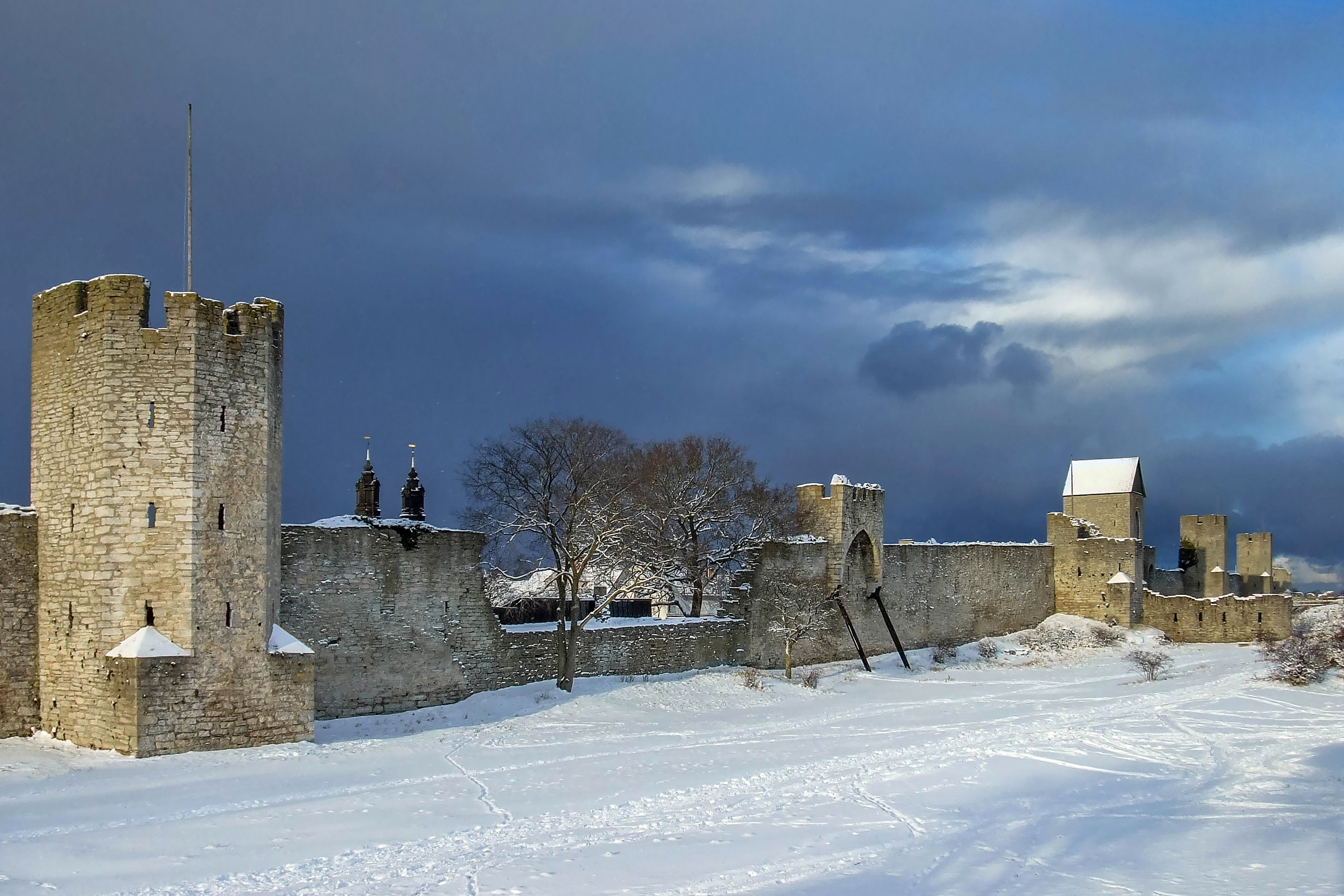
Давні мури
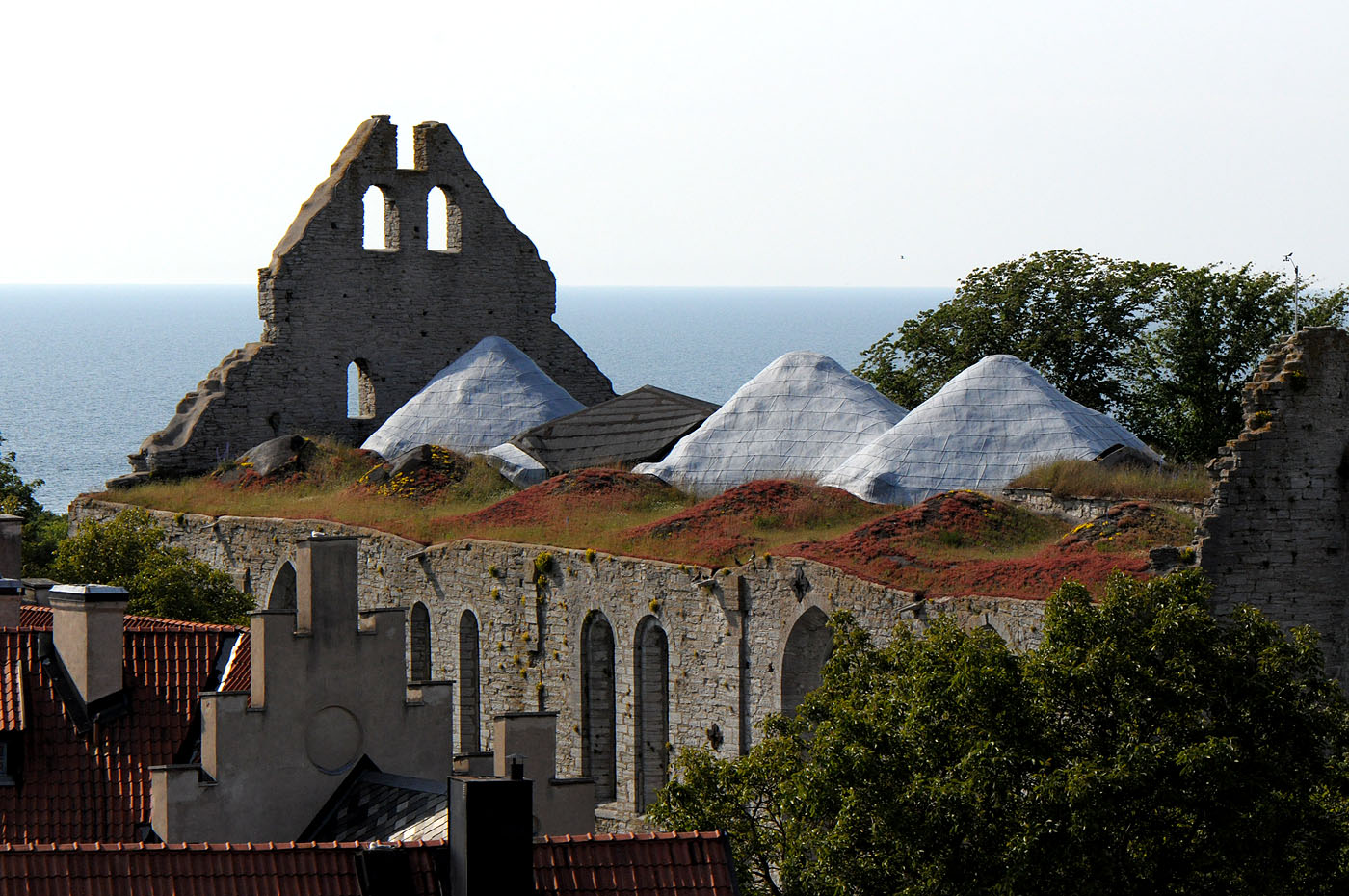
Руїни церкви св. Миколая
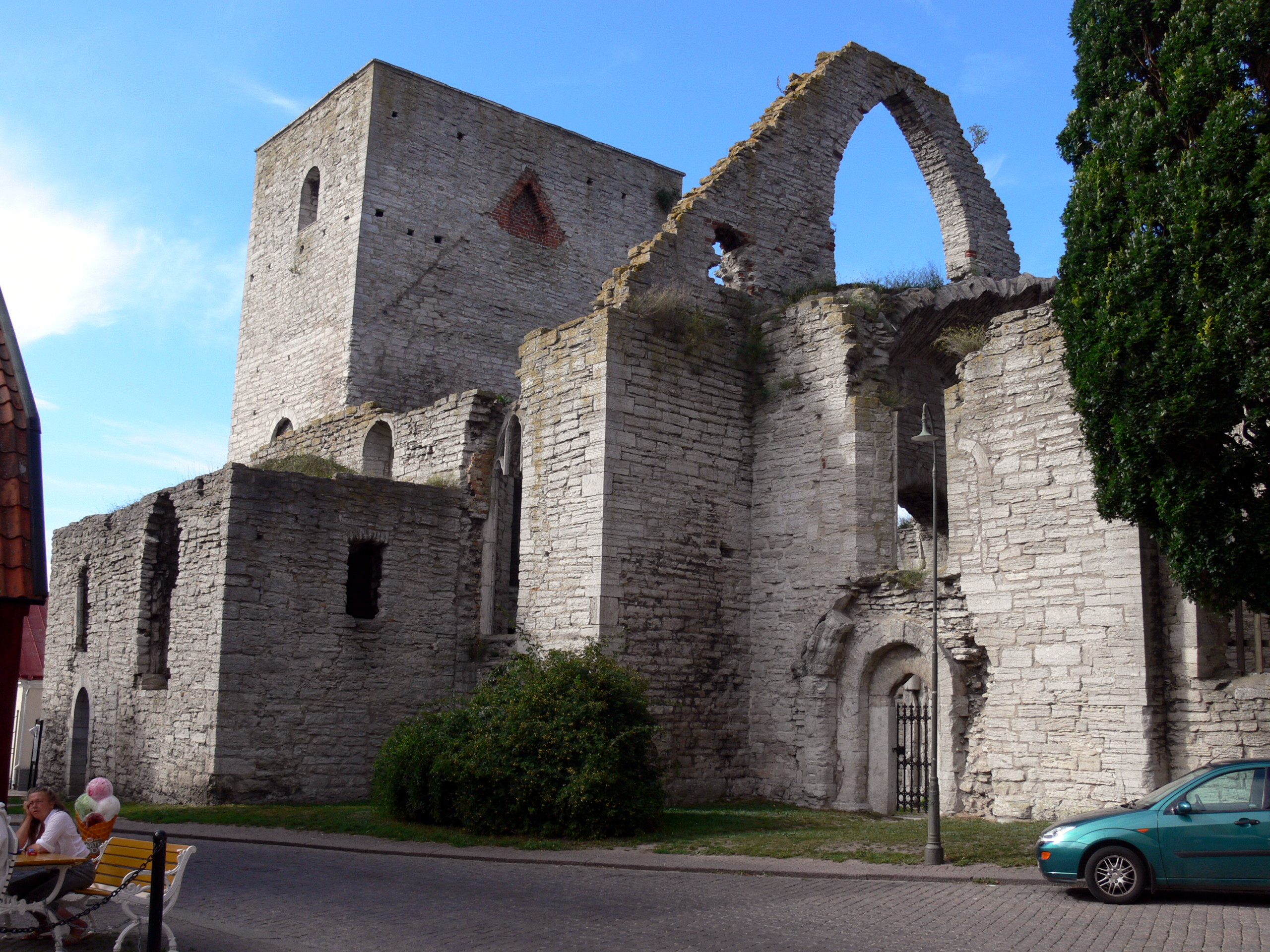
Руїни церкви св. Дроттена

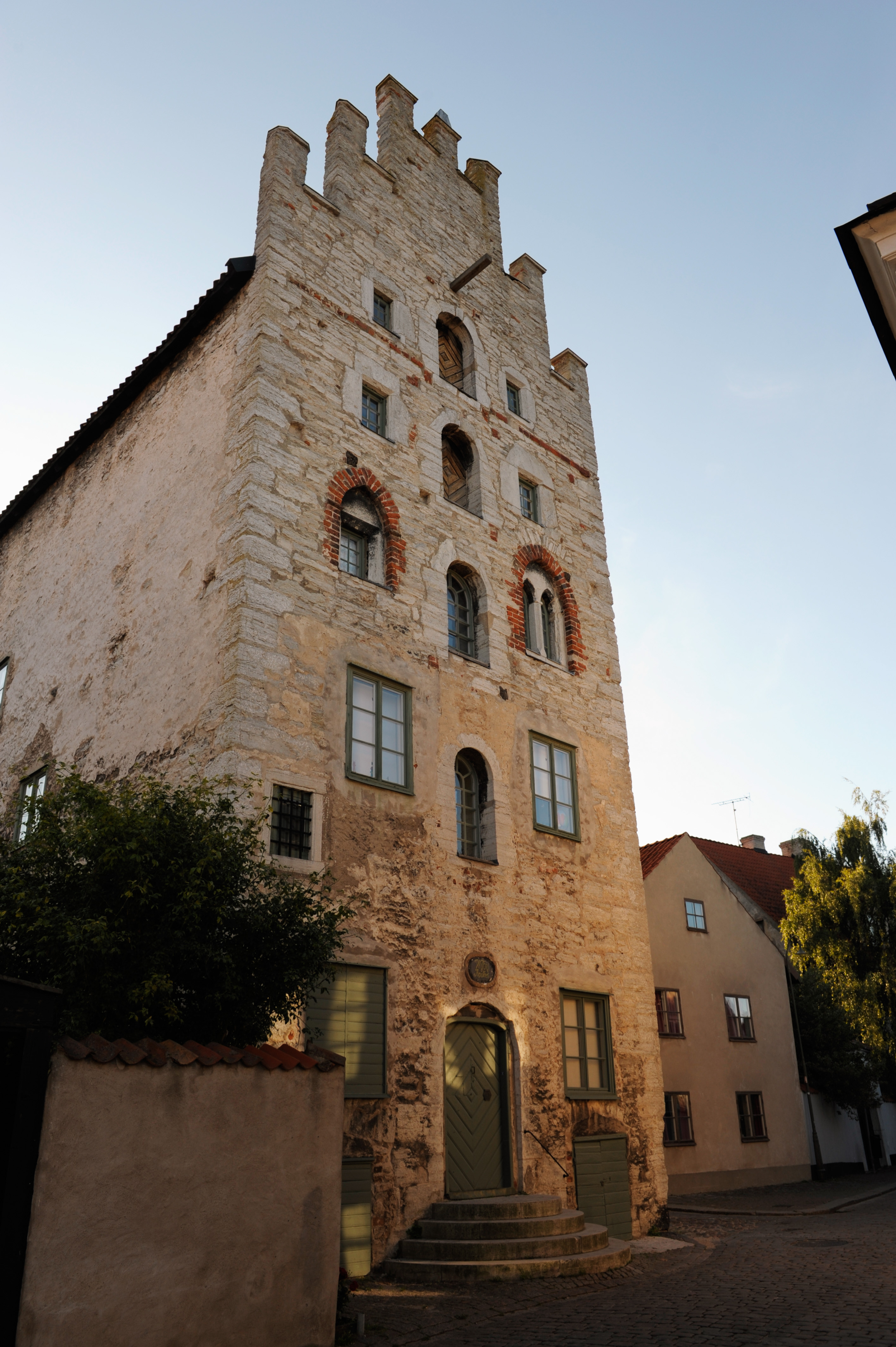
Стара аптека
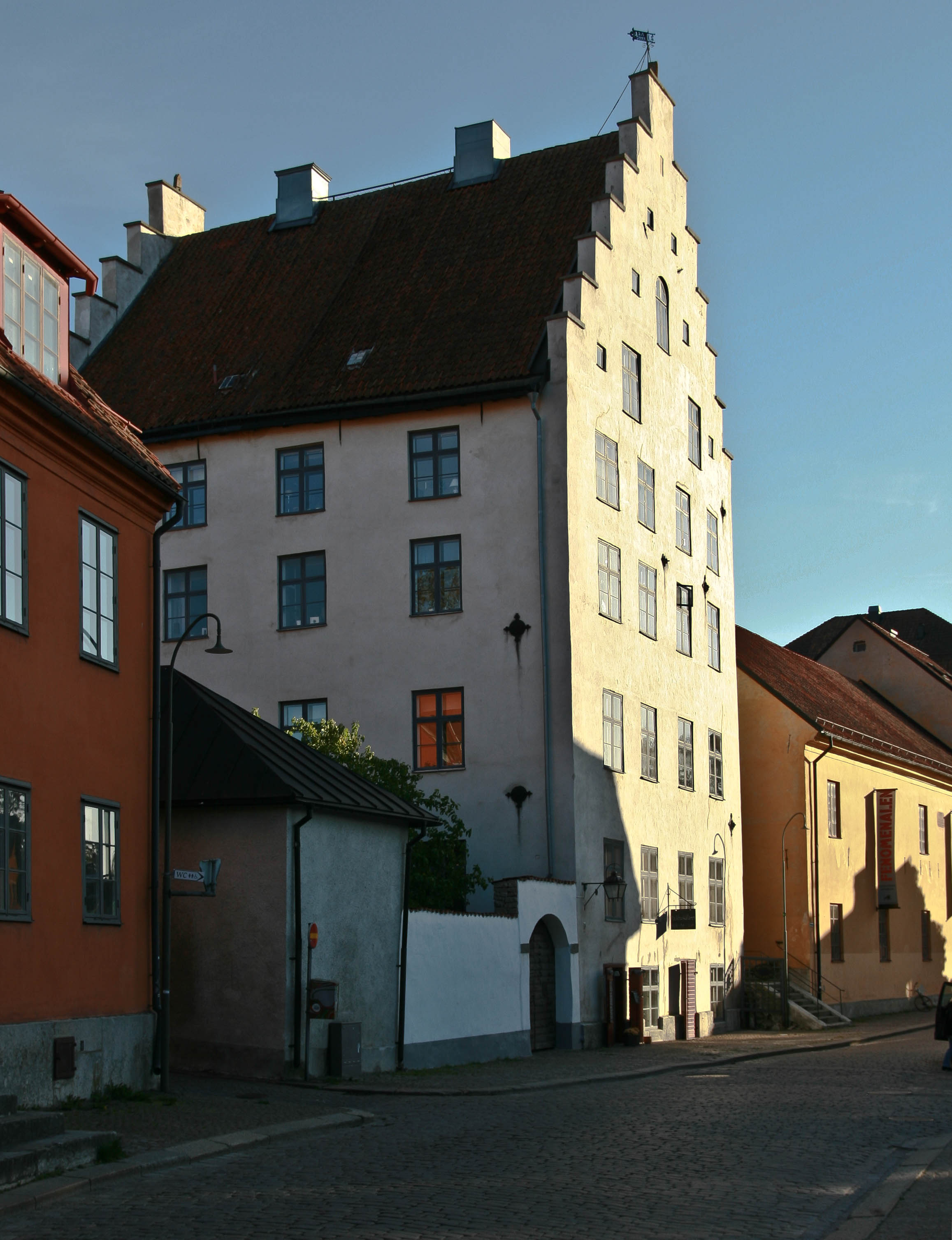
Старий будинок
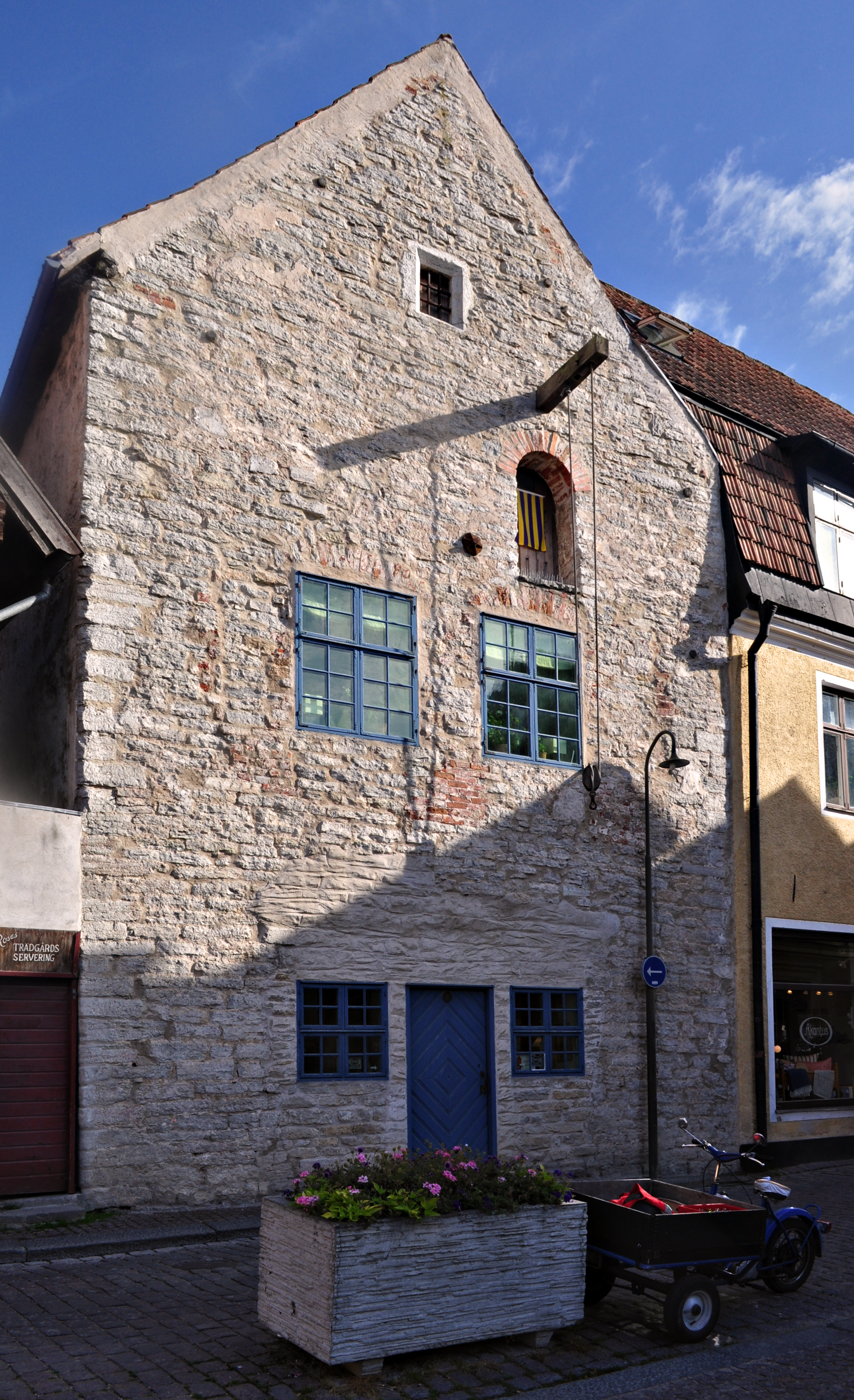
Старий будинок
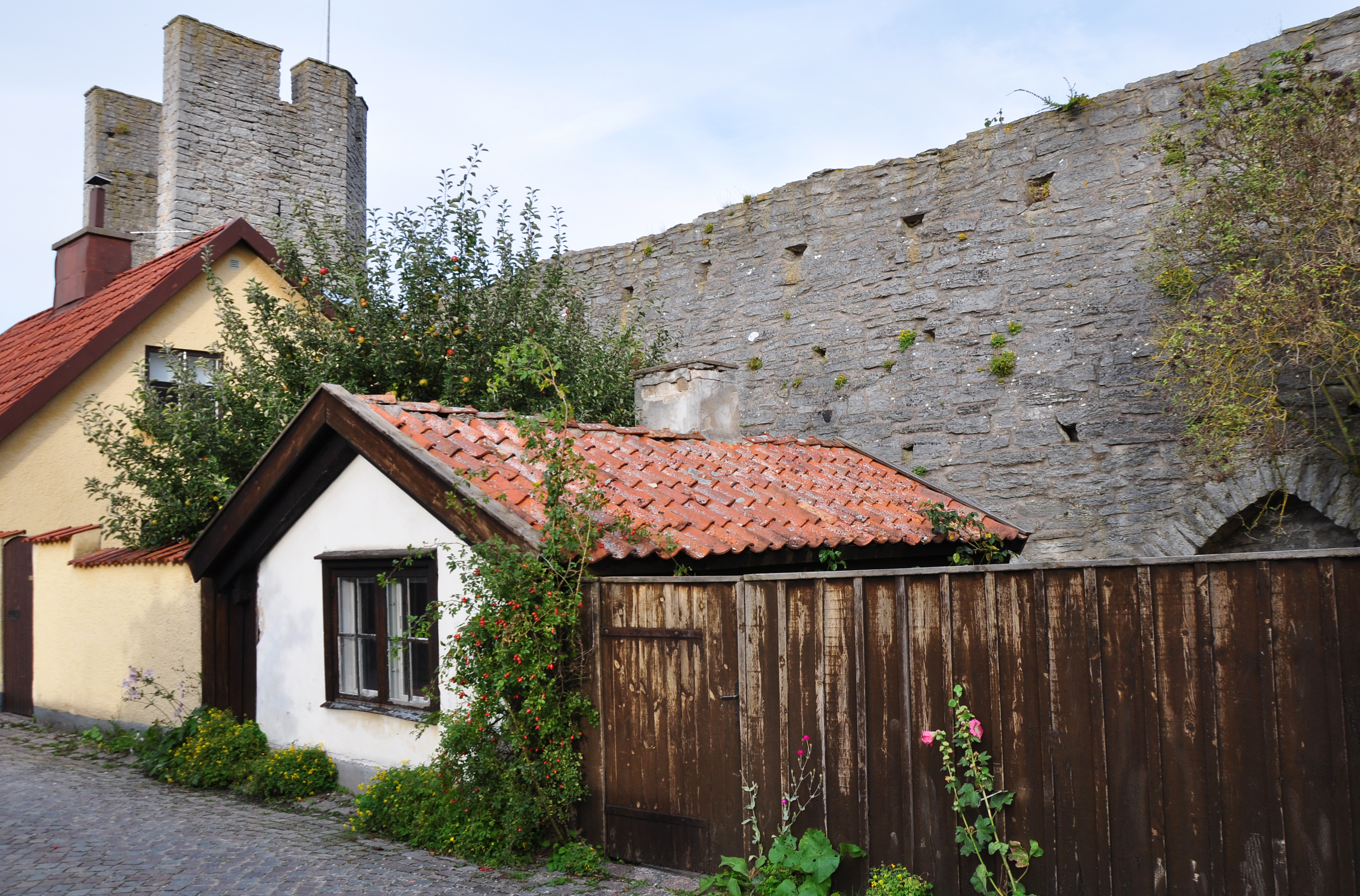
Старий будинок
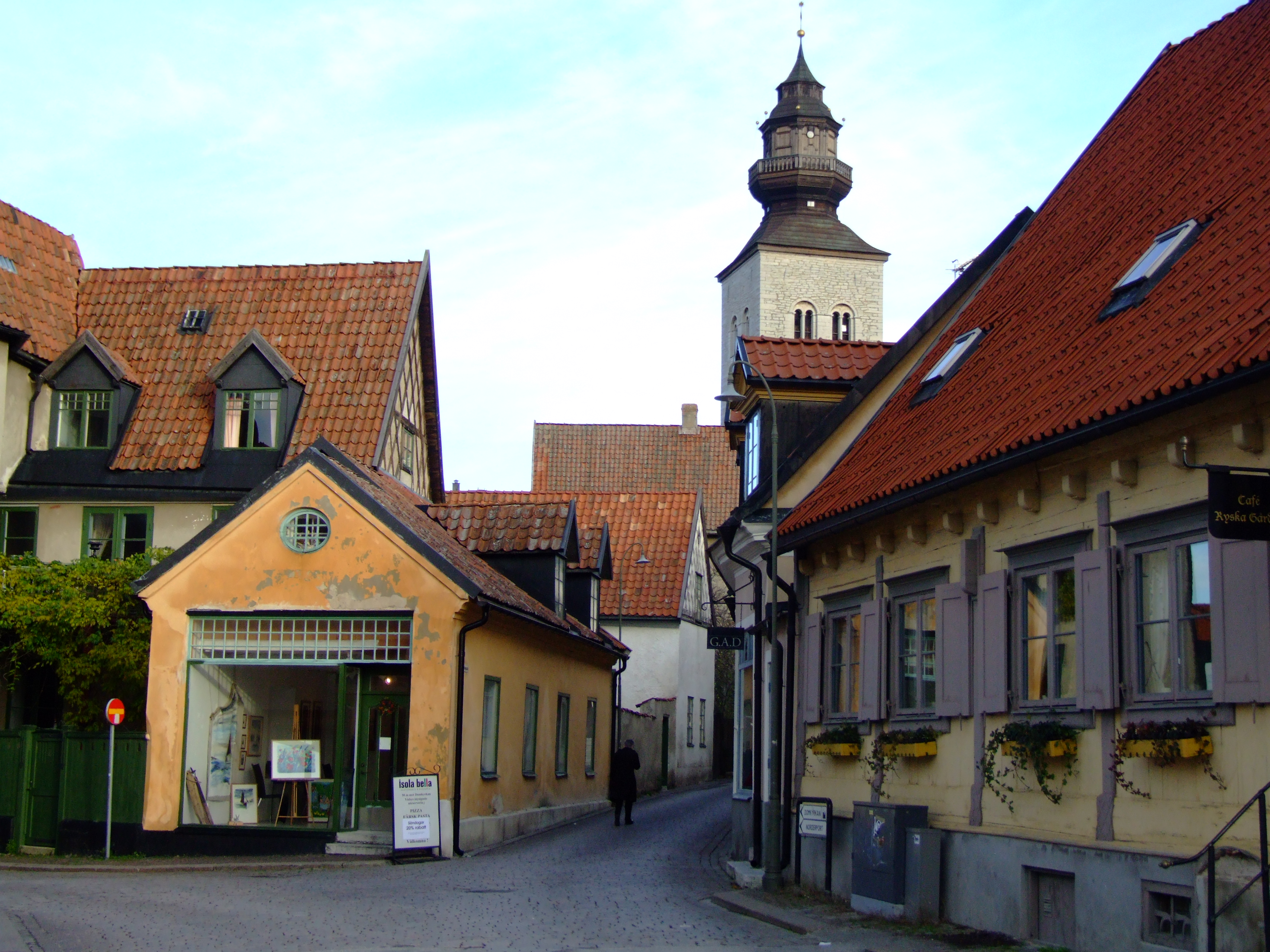
Головна площа
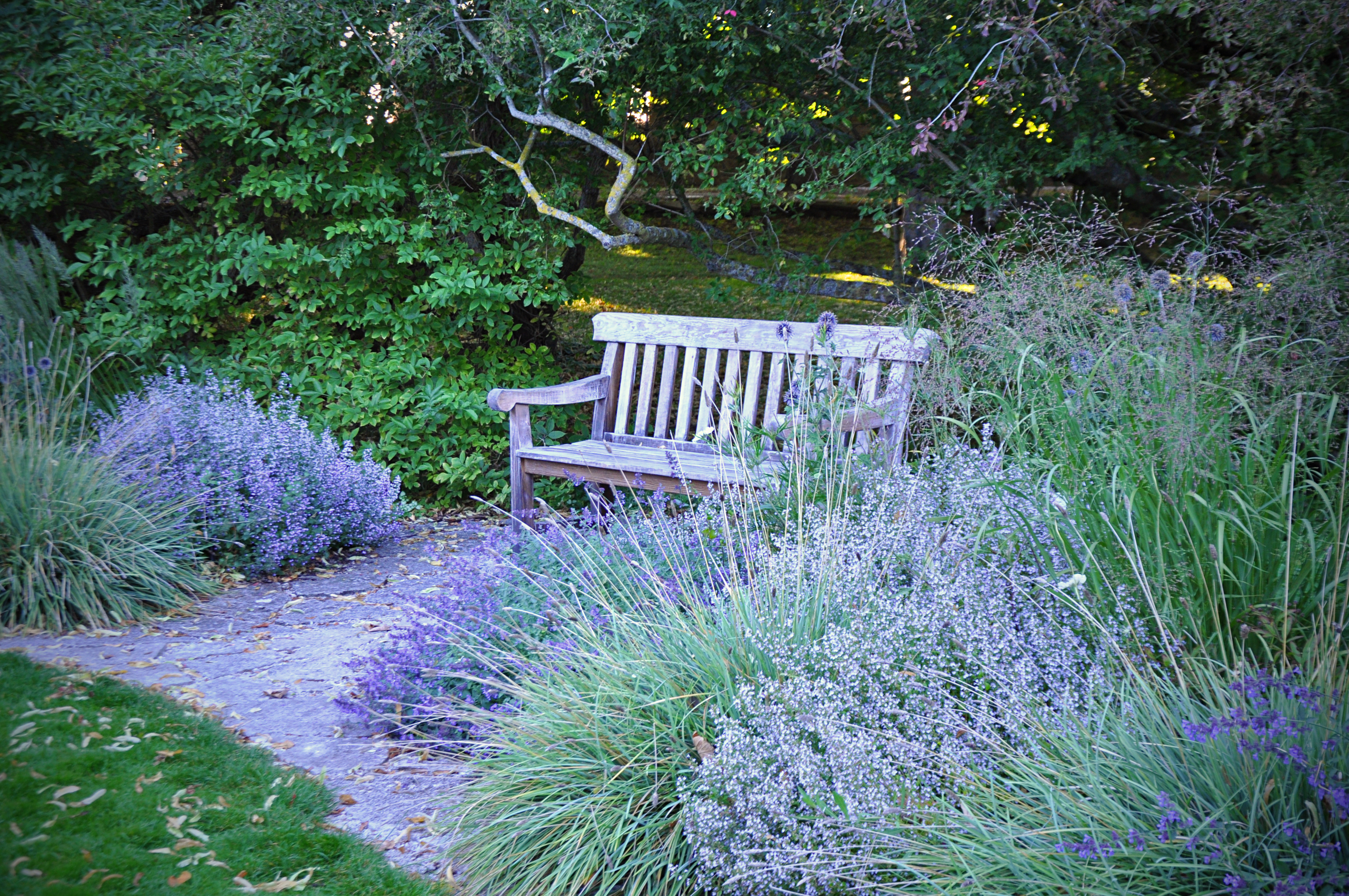
Ботанічний сад Вісбю

## Клімат
| Клімат Вісбю 2002-2015                     | Клімат Вісбю 2002-2015 | Клімат Вісбю 2002-2015 | Клімат Вісбю 2002-2015 | Клімат Вісбю 2002-2015 | Клімат Вісбю 2002-2015 | Клімат Вісбю 2002-2015 | Клімат Вісбю 2002-2015 | Клімат Вісбю 2002-2015 | Клімат Вісбю 2002-2015 | Клімат Вісбю 2002-2015 | Клімат Вісбю 2002-2015 | Клімат Вісбю 2002-2015 | Клімат Вісбю 2002-2015 |
| Показник                                   | Січ.                   | Лют.                   | Бер.                   | Квіт.                  | Трав.                  | Черв.                  | Лип.                   | Серп.                  | Вер.                   | Жовт.                  | Лист.                  | Груд.                  | Рік                    |
| Абсолютний максимум, °C                    | 10,2                   | 12,2                   | 18,6                   | 25,2                   | 27,7                   | 31,4                   | 33,7                   | 31,8                   | 29,0                   | 20,0                   | 13,5                   | 12,5                   | 33,7                   |
| Середній максимум, °C                      | 1,4                    | 1,2                    | 4,5                    | 10,0                   | 15,2                   | 18,8                   | 22,0                   | 21,3                   | 17,0                   | 10,9                   | 6,8                    | 3,5                    | 11,0                   |
| Середня температура, °C                    | −0,5                   | −0,9                   | 1,1                    | 5,5                    | 10,4                   | 14,4                   | 17,9                   | 17,3                   | 13,4                   | 8,1                    | 4,8                    | 1,6                    | 7,7                    |
| Середній мінімум, °C                       | −2,5                   | −3                     | −2,3                   | 1,0                    | 5,7                    | 9,9                    | 13,8                   | 13,2                   | 9,9                    | 5,3                    | 2,8                    | −0,3                   | 4,4                    |
| Абсолютний мінімум, °C                     | −25                    | −25,4                  | −23,5                  | −12,7                  | −6,9                   | −1                     | 2,9                    | 1,1                    | −2,9                   | −6                     | −11,5                  | −22,2                  |                        |
| Середня кількість сонячних годин на місяць | 36                     | 65                     | 174                    | 255                    | 309                    | 329                    | 306                    | 261                    | 203                    | 106                    | 42                     | 33                     | 2119                   |
| ------------------------------------------ | ---------------------- | ---------------------- | ---------------------- | ---------------------- | ---------------------- | ---------------------- | ---------------------- | ---------------------- | ---------------------- | ---------------------- | ---------------------- | ---------------------- | ---------------------- |
| Джерело:                                   |                        |                        |                        |                        |                        |                        |                        |                        |                        |                        |                        |                        |                        |

## Населення
| 1960   | 1965    | 1970    | 1975    | 1980    | 1990    | 1995    | 2000    | 2005    | 2010    |
| ------ | ------- | ------- | ------- | ------- | ------- | ------- | ------- | ------- | ------- |
| 15 014 | ▲16 973 | ▲19 245 | ▲19 886 | ▲19 835 | ▲20 986 | ▲21 740 | ▲22 017 | ▲22 236 | ▲22 593 |

## Відомі уродженці
- Аксель Спаре — граф, фельдмаршал, живописець другої пол. XVII — першої пол. XVIII ст.
- Александер Герндт — футболіст.
- Гокан Лооб — хокеїст, правий нападник.
- Крістофер Пульхем — науковець, винахідник і промисловець, котрого називають «батьком шведської механіки».